# Kongō (pasmo górskie)
Kongō (jap. 金剛山地 Kongō Sanchi) – pasmo górskie pomiędzy prefekturami Nara i Osaka, stanowiące ich naturalną granicę. Znajduje się na wyspie Honsiu w południowo-zachodniej części środkowej Japonii i oddziela nizinę Osaka oraz dolinę Nara. Najwyższym szczytem w paśmie jest góra o tej samej nazwie i znajduje się w quasi-park narodowym Kongō-Ikoma-Kisen.

## Geografia
Pasmo górskie Kongō ma około 24 km długości, rozciąga się od rzeki Yamato na północy do rzeki Kino na południu. Od zachodu do wschodu średnia szerokość wynosi około 5 km. Góry w paśmie sięgają od 273,6 m do 1125 m. Na przełęczy Chihaya grzbiet zbacza w kierunku zachodnim, gdzie zaczyna się pasmo Izumi. Obydwa rozciągają się wzdłuż granicy między prefekturami Osaka i Wakayama.

### Szczyty
Wymienione w kolejności od najwyższego do najniższego:
- Kongō, 1125 m[1]
- Yamato Katsuragi, 959,2 m
- Iwahashi, 658,8 m
- Nijō, posiadająca dwa szczyty:
  - Odake, 517,2 m[2]
  - Medake, 474,2 m[2]
- Myōjin, 273,6 m

## Galeria

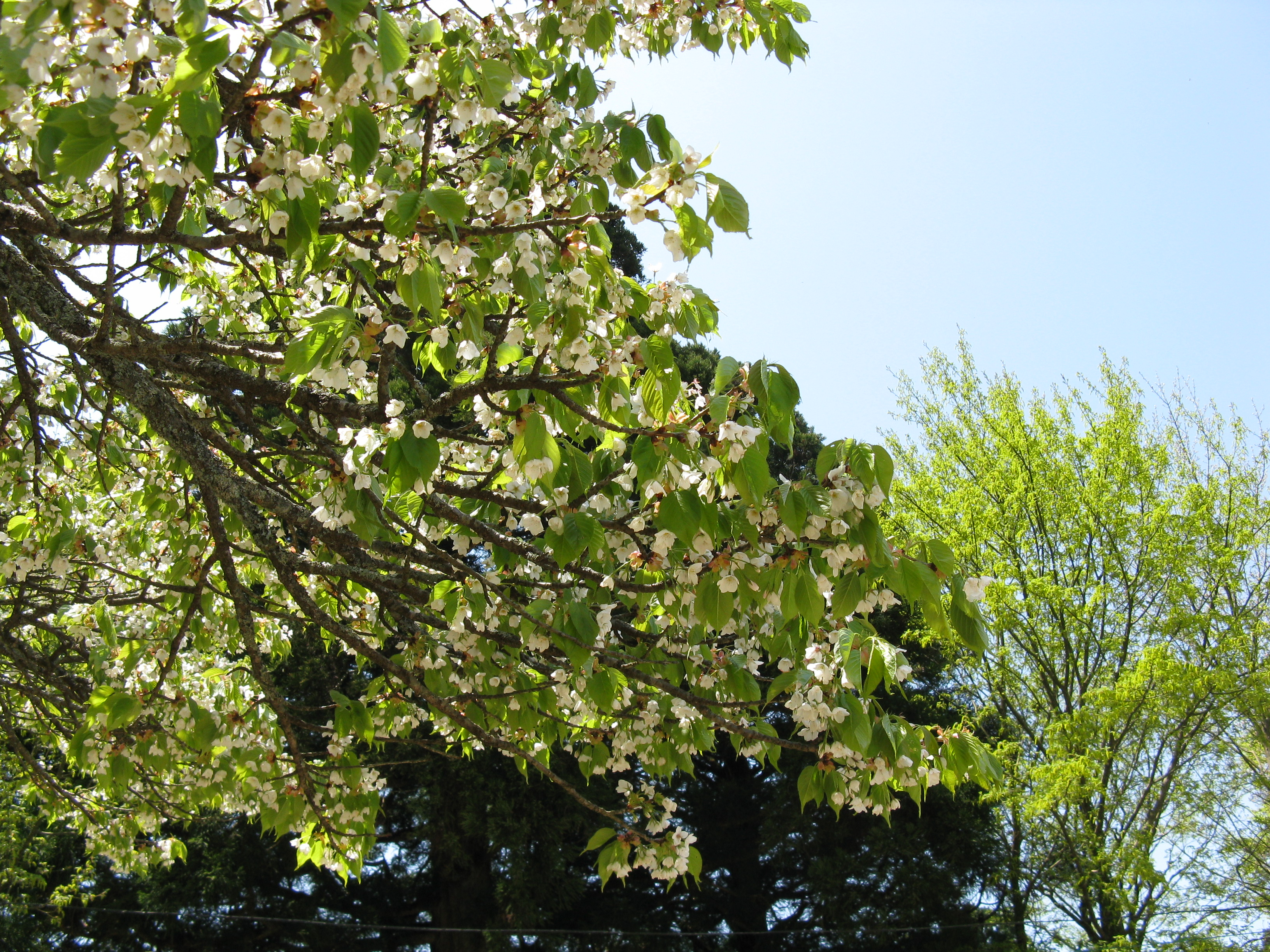
Kwiaty wiśni wiosną na górze Kongō
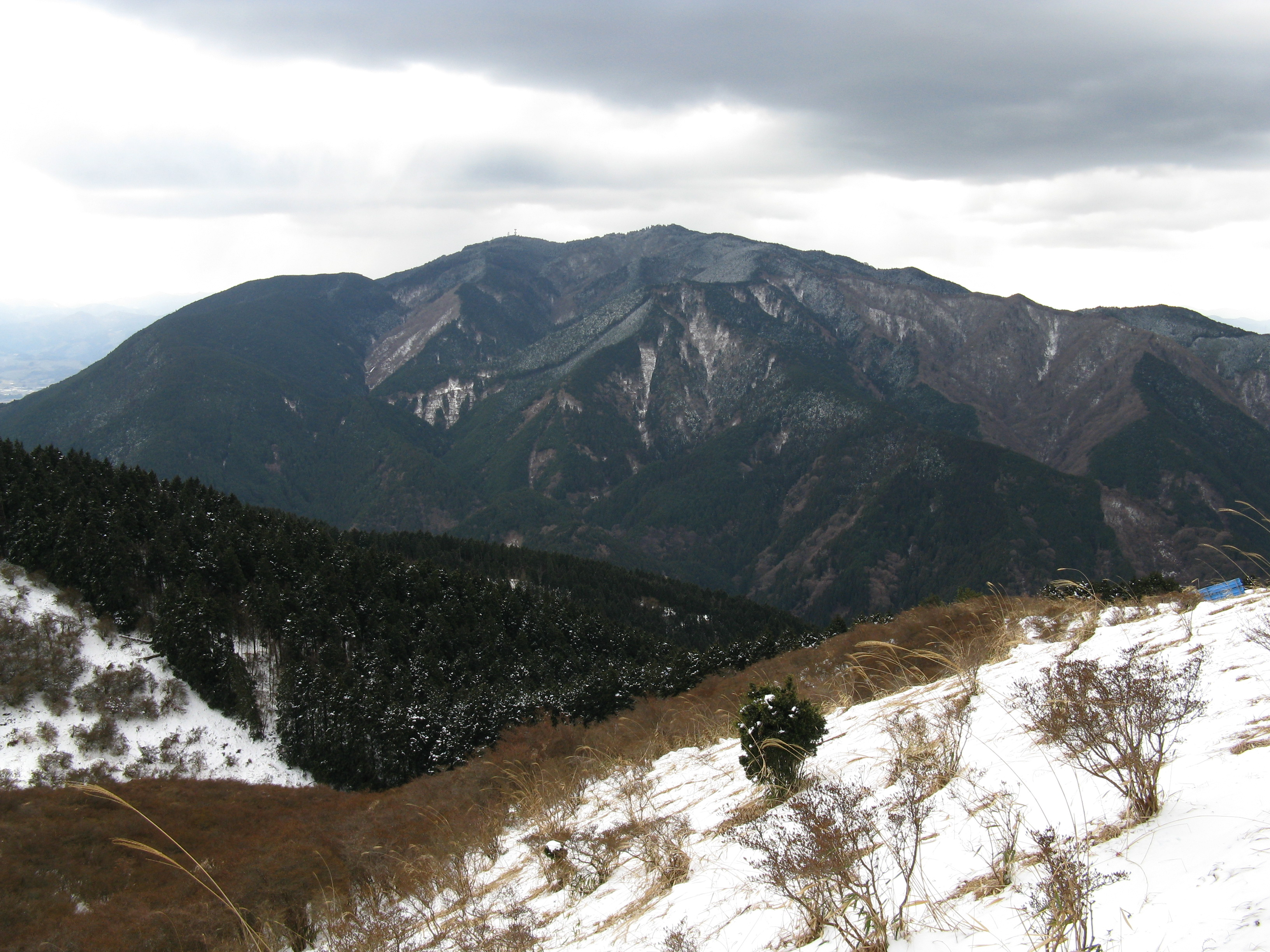
Góra Kongō
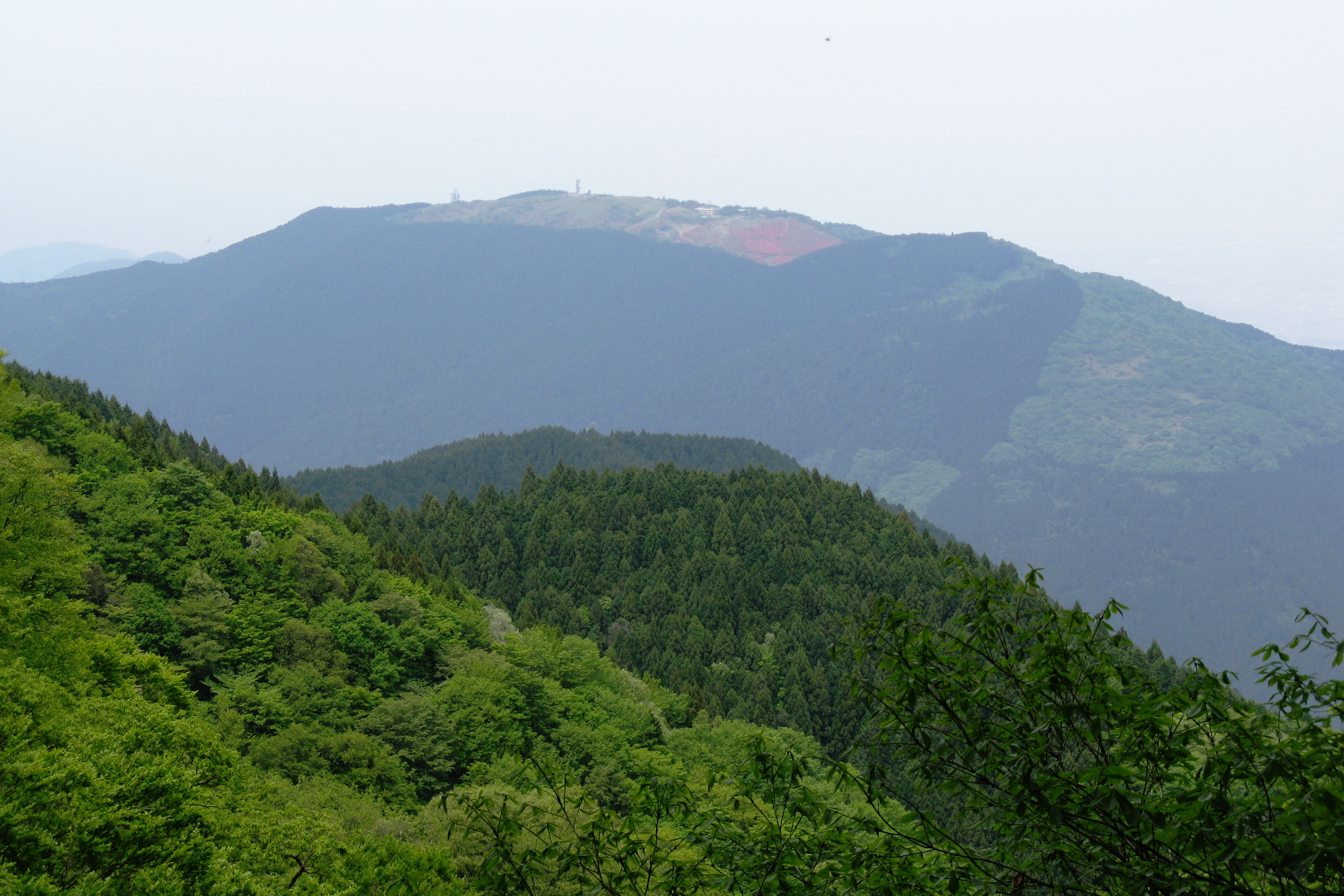
Góra Yamato Katsuragi
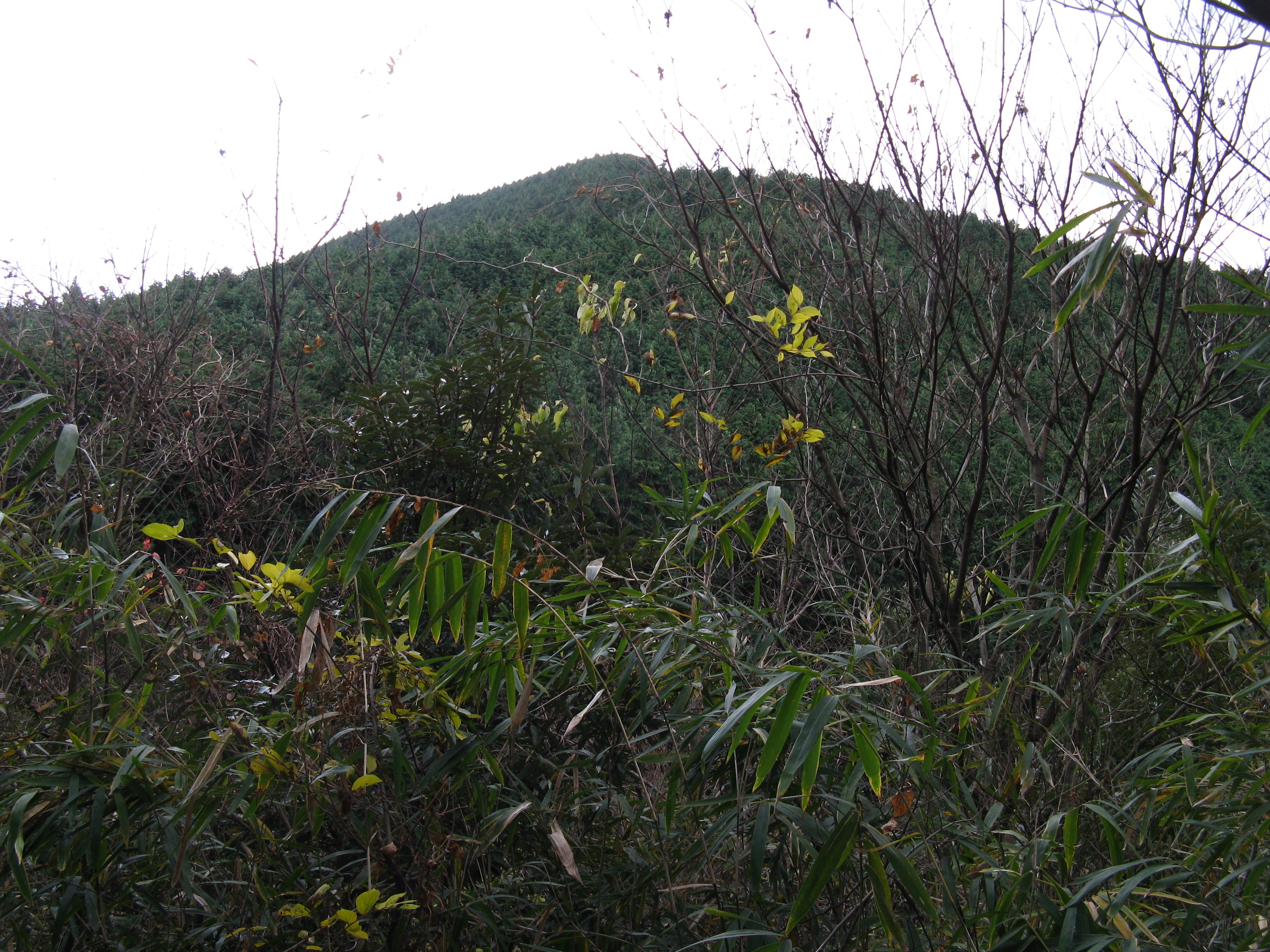
Góra Iwahashi
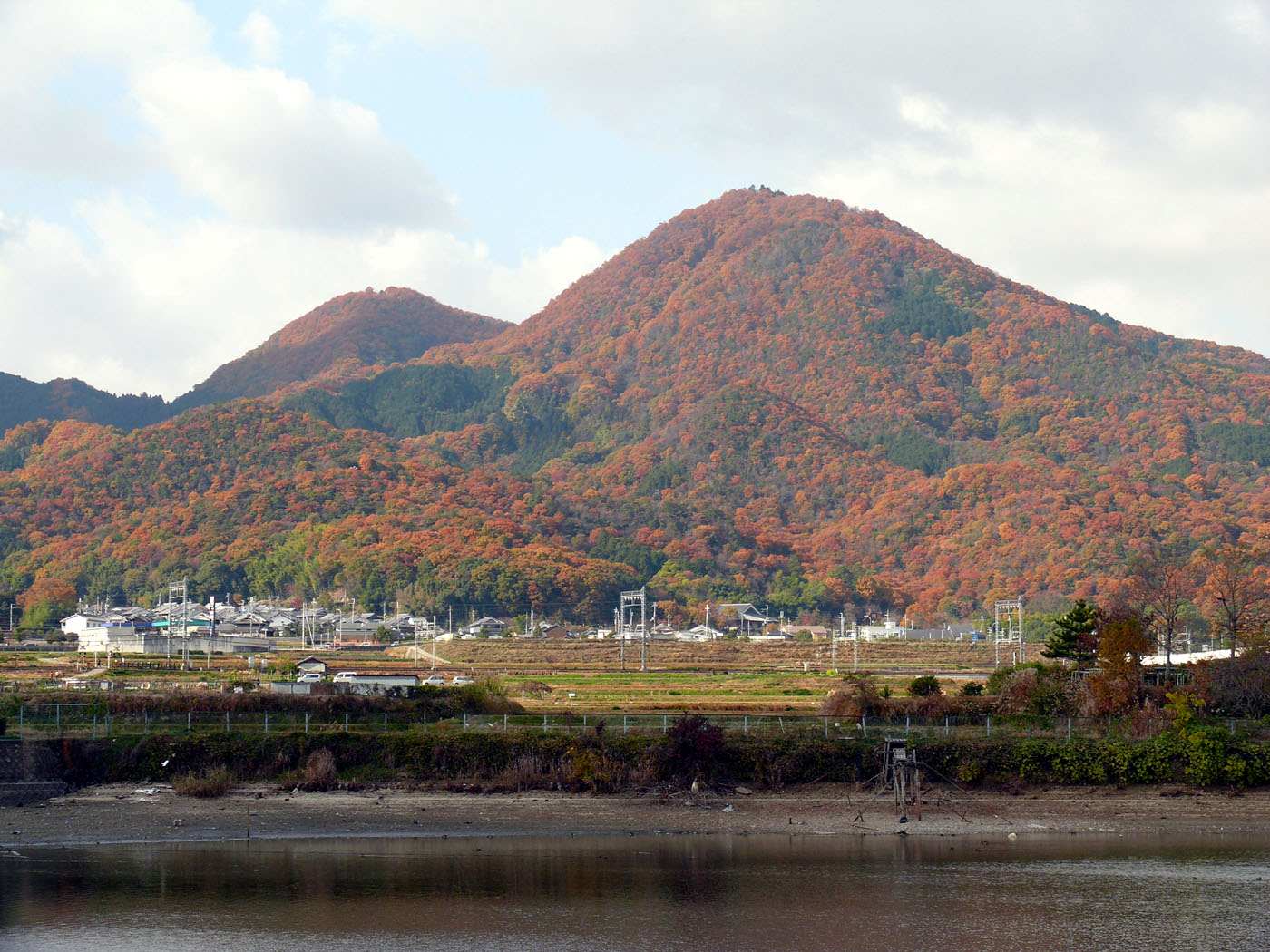
Podwójny szczyt góry Nijō